# 黃東焜
黃東焜（1927年12月14日—2012年6月12日），筆名黃敏，生於日治臺灣臺南州臺南市，著名國語流行音樂及台語流行音樂詞曲創作者，曾獲金曲獎特別貢獻獎。在音樂生涯之外，他也熱衷於攝影，曾任台灣省攝影學會理事長。

## 生平
黃東焜生於日治臺灣臺南州臺南市，幼時隨其家人搬至臺南州新豐郡關廟（今台南市關廟區）並就讀關廟國民學校（今臺南市關廟區關廟國民小學），關廟國民學校畢業後直升高等科。高等科畢業後，黃東焜被其父送進台灣電力株式會社從業員養成所。1943年，黃東焜報考大日本帝國海軍第一期特別志願兵；1944年，黃東焜帶領海軍特別志願兵20人赴菲律賓馬尼拉作戰；1946年，黃東焜返回台灣電力公司就職。1947年，黃東焜隨作曲家許石學習樂理及聲樂。1949年，黃東焜利用業餘時間，與幾名音樂同好合組「亞羅瑪樂團」。1962年，黃東焜為惠美唱片創作台語電影《碎心戀》同名主題曲，是黃東焜成名作。1973年，黃東焜從台灣電力公司退休，擔任海山唱片文藝部主任。1981年，黃東焜擔任光美文化（光美唱片）製作部經理，策劃出版台語流行音樂唱片。1987年，黃東焜首次舉辦黑白攝影展。1997年，黃東焜舉辦以紅外線攝影為主題的「追逐紅外線——黃東焜攝影展」。
2011年6月18日，黃東焜獲頒第22屆金曲獎流行音樂作品類特別貢獻獎。
2012年6月12日傍晚，黃東焜逝世，享壽85歲。

## 家庭
與其妻育有3子1女